# Suite voor piano (Roussel)
Suite voor piano,  opus 14, is een cyclus met stukken voor piano in fis-mineur van Albert Roussel. Roussel componeerde het werk in 1909. De première vond plaats op 28 januari 1911 bij de Société nationale de musique door Blanche Selva aan wie het stuk was opgedragen.

## Delen
1. Prélude
Tragisch en vurig deel, geïnspireerd op een ware gebeurtenis: de vermissing van een matroos op zee in 1893 toen Roussel zich aan boord bevond van een kanonneerboot in de Middellandse Zee
2. Bourrée
Woest scherzo in driekwartsmaat met de kenmerken van de volksdansen uit de Auvergne
3. Sicilienne
Heen en weer bewegend tussen rustig en lyrisch, waarbij de maatsoorten 6/8 en 12/8 elkaar afwisselen
4. Ronde
Het beklemmende begin evolueert naar een levenslustig slot